# Sąd Specjalny dla Sierra Leone
Sąd Specjalny dla Sierra Leone – trybunał karny utworzony na mocy rezolucji Rady Bezpieczeństwa ONZ z 2000 roku oraz porozumienia między sekretarzem generalnym ONZ a rządem Sierra Leone z roku 2002. Orzekał w sprawach najcięższych zbrodni popełnionych na terytorium tego państwa od roku 30 listopada 1996. Zasiadali w nim sędziowie powołani zarówno przez rząd Sierra Leone, jak i przez Sekretarza Generalnego ONZ. 
Zakończył swoją działalność 2 grudnia 2013 roku, a niektóre jego funkcje, m.in. związane z nadzorem nad wykonywaniem wyroków, przejął Rezydualny Sąd Specjalny dla Sierra Leone. 

## Zakres ścigania
Sąd Specjalny ścigał następujące czyny:
- zbrodnie przeciwko ludzkości
- naruszenia art. 3 konwencji genewskich o ochronie ofiar wojny z 1949 r. oraz protokołu dodatkowego II do tych konwencji z 1977 r.
- inne poważne naruszenia międzynarodowego prawa humanitarnego
- zbrodnie wynikające z prawa wewnętrznego Sierra Leone, a konkretnie niektórych przepisów ustawy o zapobieganiu okrucieństwu wobec dzieci (1926) oraz ustawy o celowym wyrządzaniu szkód (1881)

## Rozpatrywane sprawy
Wobec 23 osób było prowadzone postępowanie. 16 osób zostało skazanych, 3 zmarły przed zakończeniem postępowania, 3 osoby zostały uniewinnione, a Johnny Paul Koroma zbiegł, choć jest uważany za zmarłego.
Jedną z osób skazanych przez Sąd Specjalny był Charles Taylor pełnicy funkcję Prezydenta Liberii w momencie wydania nakazu aresztowania (10 marca 2003 roku). W sierpniu 2003 roku zbiegł do Nigerii, gdzie uzyskał azyl polityczny. Pod wpływem presji międzynarodowej w marcu 2006 władze nigeryjskie cofnęły mu azyl, potem zatrzymały, gdy chiciał uciec i przetranspotowały go do Liberii, skąd trafił następnie do siedziby Sądu Specjalnego w Freetown. Rada Bezpieczeństwa ONZ, z uwagi na możliwą "przeszkodę dla stabilności i zagrożenie dla pokoju" w subregionie, postanowiła przenieść proces Taylora do Hagi.
Prokurator oskarżył go o dokonanie zbrodni przeciwko ludzkości i zbrodni wojennych. Charles Taylor został ostatecznie uznany za winnego i wymierzono mu na karę 50 lat pozbawienia wolności.